# Снов
Снов (на руски: Снов; на украински: Снов) е река в Русия (Брянска област) и Украйна (Черниговска област), десен приток на Десна (ляв приток на Днепър). Дължина 253 km. Площ на водосборния басейн 8700 km².
Река Снов води началото си от крайните югозападни разклонения на Средноруското възвишение, в югозападната част на Брянска област на Русия, на 175 m н.в., на 2 km южно от село Сновское. В началото тече на изток, след това завива на юг и югозапад и в долното течение отново на юг. По част от средното ѝ течение преминава участък от руско-украинската граница. Тече в плитка долина през крайните северни части на Приднепровската низина. Влива се отдясна в река Десна (ляв приток на Днепър), на 106 m н.в., при село Брусилов, Черниговска област на Украйна. Основни притоци: леви – Титва, Середиха, Солова, Стратива, Ревна, Турчанка, Бруч; десни – Трубеж, Цата, Тетева, Смяч. Има предимно снежно подхранване. Среден годишен отток на 82 km от устието 24 km³/s. Замръзва в периода от ноември до началото на януари, а се размразява през март или началото на април. Плавателна е за плиткогазещи съдове в долното си течение. По бреговете на реката в Черниговска област са разположени град Сновск (бивш Шчорск) и сгт Седнев.